# Sisyphus longipes
Sisyphus longipes är en skalbaggsart som beskrevs av Olivier 1789. Sisyphus longipes ingår i släktet Sisyphus och familjen bladhorningar. Inga underarter finns listade i Catalogue of Life.

## Bildgalleri

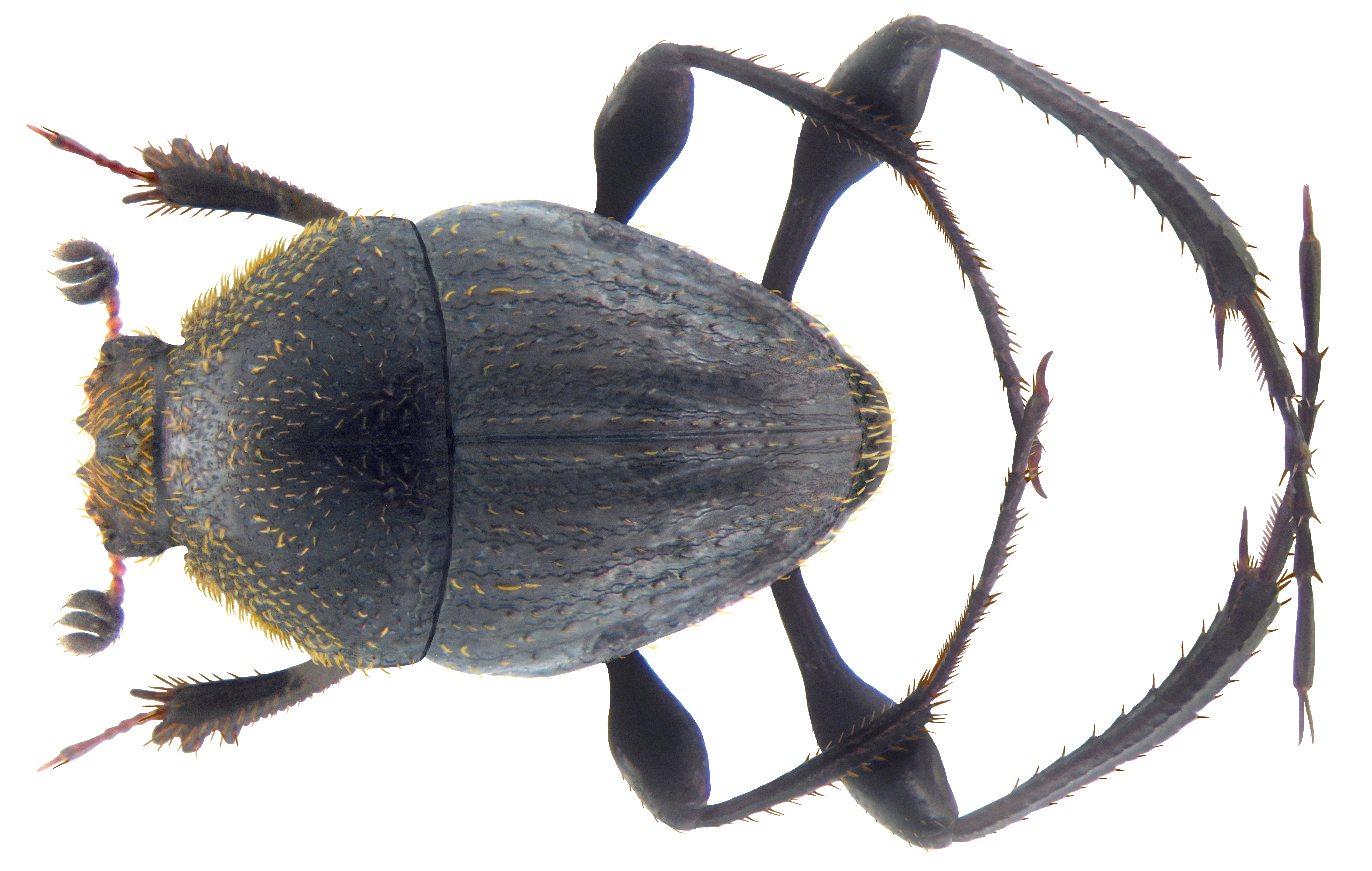
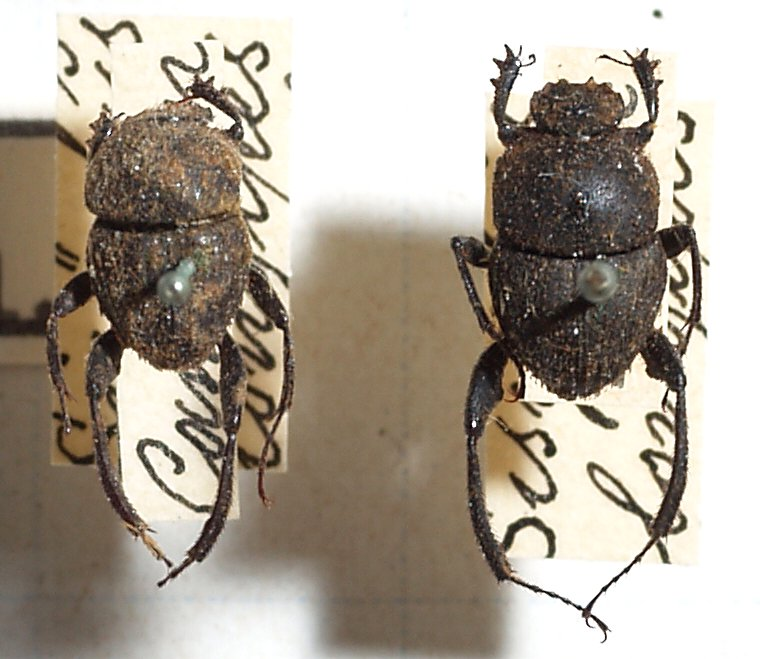